# Treviso Foot-Ball Club 1993 1995-1996
Questa voce raccoglie le informazioni riguardanti il Treviso Foot-Ball Club 1993 nelle competizioni ufficiali della stagione 1995-1996.

## Stagione
Il Treviso nella stagione 1995-1996 ha partecipato al campionato di Serie C2 (Girone B) in cui è giunto al primo posto con 68 punti, ed è stato promosso in Serie C1, insieme alla Fermana che ha vinto i play-off promozione battendo in finale il Livorno. In Coppa Italia Serie C supera al primo turno il San Donà  (pareggia 0-0 in casa, vince 1-0 dopo i supplementari in trasferta), al secondo turno elimina lo Spezia (1-1 in trasferta e vittoria 4-3 in casa), quindi viene eliminata al terzo turno dal Ravenna (doppia sconfitta 0-1 in casa e 0-2 in trasferta).

## Divise e sponsor
Lo sponsor tecnico è Lotto, gli sponsor ufficiali sono Atomic e Blindo Europa.
| Casa |

## Rosa

Flavio Fiorio, capocannoniere stagionale dei trevigiani.

| N. |                   | Ruolo | Calciatore                |
| -- | ----------------- | ----- | ------------------------- |
|    | Italia (bandiera) | P     | Massimo Cecchinato        |
|    | Italia (bandiera) | P     | Andrea Pierobon           |
|    | Italia (bandiera) | D     | Luca Bernardi             |
|    | Italia (bandiera) | D     | Massimiliano Dal Compare  |
|    | Italia (bandiera) | D     | Demis Gagno               |
|    | Italia (bandiera) | D     | Giuseppe Margiotta        |
|    | Italia (bandiera) | D     | Francesco Maino           |
|    | Italia (bandiera) | D     | Ezio Rossi                |
|    | Italia (bandiera) | C     | Diego Bonavina (capitano) |
|    | Italia (bandiera) | C     | Andrea Boscolo            |

| N. |                   | Ruolo | Calciatore         |
| -- | ----------------- | ----- | ------------------ |
|    | Italia (bandiera) | C     | Luca Bressan       |
|    | Italia (bandiera) | C     | Alessandro De Poli |
|    | Italia (bandiera) | C     | Filippo Novello    |
|    | Italia (bandiera) | C     | Daniele Pasa       |
|    | Italia (bandiera) | A     | Bartolo Bosaglia   |
|    | Italia (bandiera) | A     | Marco Cunico       |
|    | Italia (bandiera) | A     | Flavio Fiorio      |
|    | Italia (bandiera) | A     | Loris Pradella     |
|    | Italia (bandiera) | A     | Dario Tollardo     |

## Risultati

### Serie C2

#### Girone di andata
| 3 settembre 1995 1ª giornata | Fermana | 1 – 1 | Treviso |  |

| 10 settembre 1995 2ª giornata | Treviso | 0 – 1 | Livorno |  |

| 17 settembre 1995 3ª giornata | Ternana | 2 – 2 | Treviso |  |

| 24 settembre 1995 4ª giornata | Treviso | 2 – 2 | Pontedera |  |

| 1º ottobre 1995 5ª giornata | Vis Pesaro | 0 – 1 | Treviso |  |

| 8 ottobre 1995 6ª giornata | Treviso | 1 – 0 | Baracca Lugo |  |

| 15 ottobre 1995 7ª giornata | Fano | 0 – 3 | Treviso |  |

| 22 ottobre 1995 8ª giornata | Treviso | 1 – 1 | Giorgione |  |

| 29 ottobre 1995 9ª giornata | Ponsacco | 1 – 2 | Treviso |  |

| 5 novembre 1995 10ª giornata | Treviso | 5 – 0 | Tolentino |  |

| 12 novembre 1995 11ª giornata | Treviso | 2 – 0 | San Donà |  |

| 19 novembre 1995 12ª giornata | Rimini | 2 – 3 | Treviso |  |

| 3 dicembre 1995 13ª giornata | Treviso | 1 – 1 | Triestina |  |

| 10 dicembre 1995 14ª giornata | Cecina | 0 – 3 | Treviso |  |

| 17 dicembre 1995 15ª giornata | Treviso | 5 – 0 | Centese |  |

| 30 dicembre 1995 16ª giornata | Imola | 1 – 2 | Treviso |  |

| 7 gennaio 1996 17ª giornata | Treviso | 2 – 2 | Forlì |  |

#### Girone di ritorno
| 14 gennaio 1996 18ª giornata | Treviso | 3 – 1 | Fermana |  |

| 21 gennaio 1996 19ª giornata | Livorno | 0 – 0 | Treviso |  |

| 28 gennaio 1996 20ª giornata | Treviso | 1 – 1 | Ternana |  |

| 4 febbraio 1996 21ª giornata | Pontedera | 2 – 3 | Treviso |  |

| 11 febbraio 1996 22ª giornata | Treviso | 1 – 2 | Vis Pesaro |  |

| 18 febbraio 1996 23ª giornata | Baracca Lugo | 0 – 1 | Treviso |  |

| 26 febbraio 1996 24ª giornata | Treviso | 2 – 0 | Fano |  |

| 10 marzo 1996 25ª giornata | Giorgione | 1 – 1 | Treviso |  |

| 17 marzo 1996 26ª giornata | Treviso | 3 – 0 | Ponsacco |  |

| 24 marzo 1996 27ª giornata | Tolentino | 1 – 1 | Treviso |  |

| 31 marzo 1996 28ª giornata | San Donà | 0 – 1 | Treviso |  |

| 14 aprile 1996 29ª giornata | Treviso | 1 – 0 | Rimini |  |

| 20 aprile 1996 30ª giornata | Triestina | 1 – 0 | Treviso |  |

| 28 aprile 1996 31ª giornata | Treviso | 3 – 2 | Cecina |  |

| 5 maggio 1996 32ª giornata | Centese | 0 – 2 | Treviso |  |

| 12 maggio 1996 33ª giornata | Treviso | 1 – 1 | Imola |  |

| 19 maggio 1996 34ª giornata | Forlì | 2 – 1 | Treviso |  |